# Nørrebro Provsti
Nørrebro Provsti er et provsti i Københavns Stift.  Provstiet ligger i Københavns Kommune.
Nørrebro Provsti består af 6 sogne med 11 kirker, fordelt på 5 pastorater.
| Pastorat                       | Sogn                       | Kirke                 |
| ------------------------------ | -------------------------- | --------------------- |
| Bethlehem Pastorat             | Bethlehem Sogn             | Bethlehemskirken      |
| Blågårdens Pastorat            | Blågårdens Sogn            | Brorsons Kirke        |
| Blågårdens Pastorat            | Blågårdens Sogn            | Hellig Kors Kirke     |
| Kingo-Samuel Pastorat          | Kingo-Samuel Sogn          | Kingos Kirke          |
| Kingo-Samuel Pastorat          | Kingo-Samuel Sogn          | Samuels Kirke         |
| Sankt Stefan-Anna Pastorat     | Anna Sogn                  | Anna Kirke            |
| Sankt Stefan-Anna Pastorat     | Sankt Stefans Sogn         | Sankt Stefans Kirke   |
| Simeon-Sankt Johannes Pastorat | Simeon-Sankt Johannes Sogn | De Gamles Bys Kirke   |
| Simeon-Sankt Johannes Pastorat | Simeon-Sankt Johannes Sogn | Rigshospitalets Kirke |
| Simeon-Sankt Johannes Pastorat | Simeon-Sankt Johannes Sogn | Sankt Johannes Kirke  |
| Simeon-Sankt Johannes Pastorat | Simeon-Sankt Johannes Sogn | Simeons Kirke         |